# Ekstraliga czeska w rugby (2019)
Ekstraliga czeska w rugby (2019) – dwudziesta szósta edycja najwyższej klasy rozgrywkowej w rugby union w Czechach. Zawody odbywały się w dniach 30 marca – 26 października 2019 roku. Tytułu mistrzowskiego zdobytego przed rokiem broniła drużyna RC Tatra Smíchov.
Do Top 6 awansowały te same zespoły co rok wcześniej, do półfinałów zaś trafiły RC Praga, Sparta, Tatra i klub z Říčan. Półfinały na swoją korzyść rozstrzygnęły Tatra i Sparta, ta druga była lepsza od finałowych rywali w poprzednich trzech spotkaniach w tym sezonie. Podobnie stało się i w emitowanym na antenie ČT sport decydującym o tytule pojedynku, brąz zdobyli zaś rugbyści z Říčan.

## System rozgrywek
Do mistrzostw przystąpiło osiem zespołów, rozgrywki ligowe w pierwszej fazie prowadzone były w ramach jednej grupy systemem kołowym, a dwie najsłabsze nie awansowały do Top 6 (przechodząc do drugiej fazy zawodów niższego poziomu rozgrywkowego). W drugiej fazie sześć uczestniczących drużyn – otrzymawszy bonusowe punkty za zajęte pozycje w rundzie wstępnej i zapewniając sobie udział w kolejnym sezonie – ponownie rozgrywało mecze systemem kołowym, jednak według modelu dwurundowego. Zwycięzca meczu zyskiwał cztery punkty, za remis przysługiwały dwa punkty, porażka nie była punktowana, a zdobycie przynajmniej czterech przyłożeń lub przegrana nie więcej niż siedmioma punktami premiowana była natomiast punktem bonusowym. Trzecia faza rozgrywek obejmowała mecze systemem pucharowym: czołowe cztery zespoły rozegrały spotkania o mistrzostwo kraju (play-off). Stadion, na którym przeprowadzano mecze play-off pozostawał do wyboru drużyny sklasyfikowanej wyżej po fazie grupowej.
Ramowy rozkład pojedynków był dostępny przed sezonem, ogłoszenie terminarza poszczególnych faz rozgrywek nastąpiło w styczniu i maju 2019 roku.

## Drużyny
| Klub             | Miasto           |
| ---------------- | ---------------- |
| RC Dragon Brno   | Brno             |
| RC Praga         | Praga            |
| Slavia Praga     | Praga            |
| Sparta Praga     | Praga            |
| RC Tatra Smíchov | Smíchov, Praga 5 |
| RC Říčany        | Říčany           |
| RC Vyškov        | Vyškov           |
| RC Zlín          | Zlin             |

## Faza zasadnicza
| Nr           | Data         | Mecz                                   | Wynik        |             | Nr          | Data                                    | Mecz        | Wynik |
| I. kolejka   | I. kolejka   | I. kolejka                             | I. kolejka   | II. kolejka | II. kolejka | II. kolejka                             | II. kolejka |       |
| ------------ | ------------ | -------------------------------------- | ------------ | ----------- | ----------- | --------------------------------------- | ----------- | ----- |
| 1            | 30.03.2019   | RC Tatra Smíchov – RC Zlín             | 70:12        | 5           | 06.04.2019  | RC Zlín – RC Praga Praha                | 7:77        |       |
| 2            | 30.03.2019   | RC JIMI Vyškov – RC Slavia Praha       | 34:24        | 6           | 06.04.2019  | RC Dragon Brno – RC Mountfield Říčany   | 21:29       |       |
| 3            | 30.03.2019   | RC Sparta Praha – RC Dragon Brno       | 59:12        | 7           | 06.04.2019  | RC Slavia Praha – RC Sparta Praha       | 0:45        |       |
| 4            | 30.03.2019   | RC Mountfield Říčany – RC Praga Praha  | 13:49        | 8           | 07.04.2019  | RC Tatra Smíchov – RC JIMI Vyškov       | 39:7        |       |
| III. kolejka | III. kolejka | III. kolejka                           | III. kolejka | IV. kolejka | IV. kolejka | IV. kolejka                             | IV. kolejka |       |
| 9            | 13.04.2019   | RC JIMI Vyškov – RC Zlín               | 71:16        | 13          | 20.04.2019  | RC Zlín – RC Dragon Brno                | 5:85        |       |
| 10           | 13.04.2019   | RC Sparta Praha – RC Tatra Smíchov     | 11:9         | 14          | 20.04.2019  | RC Slavia Praha – RC Praga Praha        | 14:41       |       |
| 11           | 13.04.2019   | RC Mountfield Říčany – RC Slavia Praha | 49:7         | 15          | 20.04.2019  | RC Tatra Smíchov – RC Mountfield Říčany | 21:25       |       |
| 12           | 13.04.2019   | RC Praga Praha – RC Dragon Brno        | 28:9         | 16          | 20.04.2019  | RC JIMI Vyškov – RC Sparta Praha        | 10:47       |       |
| V. kolejka   | V. kolejka   | V. kolejka                             | V. kolejka   | VI. kolejka | VI. kolejka | VI. kolejka                             | VI. kolejka |       |
| 17           | 01.05.2019   | RC Sparta Praha – RC Zlín              | 30:0         | 21          | 04.05.2019  | RC Zlín – RC Slavia Praha               | 20:24       |       |
| 18           | 01.05.2019   | RC Mountfield Říčany – RC JIMI Vyškov  | 28:17        | 22          | 04.05.2019  | RC Tatra Smíchov – RC Dragon Brno       | 15:8        |       |
| 19           | 01.05.2019   | RC Praga Praha – RC Tatra Smíchov      | 31:24        | 23          | 04.05.2019  | RC JIMI Vyškov – RC Praga Praha         | 24:38       |       |
| 20           | 01.05.2019   | RC Dragon Brno – RC Slavia Praha       | 32:24        | 24          | 04.05.2019  | RC Sparta Praha – RC Mountfield Říčany  | 21:9        |       |
| VII. kolejka |              |                                        |              |             |             |                                         |             |       |
| 25           | 11.05.2019   | RC Mountfield Říčany – RC Zlín         | 63:17        |             |             |                                         |             |       |
| 26           | 11.05.2019   | RC Praga Praha – RC Sparta Praha       | 13:50        |             |             |                                         |             |       |
| 27           | 11.05.2019   | RC Dragon Brno – RC JIMI Vyškov        | 24:27        |             |             |                                         |             |       |
| 28           | 11.05.2019   | RC Slavia Praha – RC Tatra Smíchov     | 10:52        |             |             |                                         |             |       |

## Top 6
| Nr           | Data         | Mecz                                    | Wynik        |               | Nr            | Data                                    | Mecz          | Wynik |
| I. kolejka   | I. kolejka   | I. kolejka                              | I. kolejka   | II. kolejka   | II. kolejka   | II. kolejka                             | II. kolejka   |       |
| ------------ | ------------ | --------------------------------------- | ------------ | ------------- | ------------- | --------------------------------------- | ------------- | ----- |
| 1            | 18.05.2019   | RC Sparta Praha – RC Dragon Brno        | 66:10        | 4             | 25.05.2019    | RC Dragon Brno – RC Tatra Smíchov       | 36:41         |       |
| 2            | 18.05.2019   | RC Praga Praha – RC JIMI Vyškov         | 36:5         | 5             | 25.05.2019    | RC JIMI Vyškov – RC Mountfield Říčany   | 29:21         |       |
| 3            | 18.05.2019   | RC Mountfield Říčany – RC Tatra Smíchov | 30:30        | 6             | 25.05.2019    | RC Sparta Praha – RC Praga Praha        | 41:17         |       |
| III. kolejka | III. kolejka | III. kolejka                            | III. kolejka | IV. kolejka   | IV. kolejka   | IV. kolejka                             | IV. kolejka   |       |
| 7            | 08.06.2019   | RC Praga Praha – RC Dragon Brno         | 44:37        | 10            | 29.06.2019    | RC Dragon Brno – RC JIMI Vyškov         | 20:36         |       |
| 8            | 08.06.2019   | RC Mountfield Říčany – RC Sparta Praha  | 10:17        | 11            | 29.06.2019    | RC Sparta Praha – RC Tatra Smíchov      | 32:14         |       |
| 9            | 08.06.2019   | RC Tatra Smíchov – RC JIMI Vyškov       | 99:7         | 12            | 29.06.2019    | RC Praga Praha – RC Mountfield Říčany   | 17:24         |       |
| V. kolejka   | V. kolejka   | V. kolejka                              | V. kolejka   | VI. kolejka   | VI. kolejka   | VI. kolejka                             | VI. kolejka   |       |
| 13           | 31.08.2019   | RC Mountfield Říčany – RC Dragon Brno   | 41:6         | 16            | 07.09.2019    | RC Dragon Brno – RC Sparta Praha        | 12:50         |       |
| 14           | 31.08.2019   | RC Tatra Smíchov – RC Praga Praha       | 38:26        | 17            | 07.09.2019    | RC JIMI Vyškov – RC Praga Praha         | 35:23         |       |
| 15           | 31.08.2019   | RC JIMI Vyškov – RC Sparta Praha        | 7:44         | 18            | 07.09.2019    | RC Tatra Smíchov – RC Mountfield Říčany | 27:28         |       |
| VII. kolejka | VII. kolejka | VII. kolejka                            | VII. kolejka | VIII. kolejka | VIII. kolejka | VIII. kolejka                           | VIII. kolejka |       |
| 19           | 14.09.2019   | RC Tatra Smíchov – RC Dragon Brno       | 59:0         | 22            | 28.09.2019    | RC Dragon Brno – RC Praga Praha         | 17:23         |       |
| 20           | 14.09.2019   | RC Mountfield Říčany – RC JIMI Vyškov   | 21:26        | 23            | 28.09.2019    | RC Sparta Praha – RC Mountfield Říčany  | 62:9          |       |
| 21           | 14.09.2019   | RC Praga Praha – RC Sparta Praha        | 12:47        | 24            | 28.09.2019    | RC JIMI Vyškov – RC Tatra Smíchov       | 24:15         |       |
| IX. kolejka  | IX. kolejka  | IX. kolejka                             | IX. kolejka  | X. kolejka    | X. kolejka    | X. kolejka                              | X. kolejka    |       |
| 25           | 05.10.2019   | RC JIMI Vyškov – RC Dragon Brno         | 14:15        | 28            | 12.10.2019    | RC Dragon Brno – RC Mountfield Říčany   | 17:28         |       |
| 26           | 05.10.2019   | RC Tatra Smíchov – RC Sparta Praha      | 15:31        | 29            | 12.10.2019    | RC Praga Praha – RC Tatra Smíchov       | 27:41         |       |
| 27           | 05.10.2019   | RC Mountfield Říčany – RC Praga Praha   | 14:24        | 30            | 12.10.2019    | RC Sparta Praha – RC JIMI Vyškov        | 43:24         |       |

## Faza pucharowa
|  |                            |                      |                  |                        |   |                 |                 |       |
|  | Półfinały                  | Półfinały            | Półfinały        |                        |   | Finał           | Finał           | Finał |
|  | Półfinały                  | Półfinały            | Półfinały        |                        |   | Finał           | Finał           | Finał |
|  | 26 października 2019 14:00 |                      |                  |                        |   |                 |                 |       |
|  |                            |                      |                  |                        |   |                 |                 |       |
|  | RC Sparta Praga            | RC Sparta Praga      | 39               |                        |   |                 |                 |       |
|  | RC Sparta Praga            | RC Sparta Praga      | 39               | 9 listopada 2019 12:30 |   |                 |                 |       |
|  | RC Praga                   | RC Praga             | 14               |                        |   |                 |                 |       |
|  | RC Praga                   | RC Praga             | 14               |                        |   | RC Sparta Praga | RC Sparta Praga | 40    |
|  | 26 października 2019 13:00 |                      |                  |                        |   | RC Sparta Praga | RC Sparta Praga | 40    |
|  |                            |                      | RC Tatra Smíchov | RC Tatra Smíchov       | 3 |                 |                 |       |
|  | RC Tatra Smíchov           | RC Tatra Smíchov     | RC Tatra Smíchov | RC Tatra Smíchov       | 3 | 21              |                 |       |
|  | RC Tatra Smíchov           | RC Tatra Smíchov     |                  |                        |   |                 |                 |       |
|  | RC Mountfield Říčany       | RC Mountfield Říčany | 13               |                        |   |                 |                 |       |
|  | RC Mountfield Říčany       | RC Mountfield Říčany | 13               | Mecz o 3. miejsce      |   |                 |                 |       |
|  |                            |                      |                  |                        |   |                 |                 |       |
|  | 9 listopada 2019 11:00     |                      |                  |                        |   |                 |                 |       |
|  |                            |                      |                  |                        |   |                 |                 |       |
|  | RC Mountfield Říčany       | RC Mountfield Říčany | 26               |                        |   |                 |                 |       |
|  | RC Mountfield Říčany       | RC Mountfield Říčany | 26               |                        |   |                 |                 |       |
|  | RC Praga                   | RC Praga             | 14               |                        |   |                 |                 |       |
|  | RC Praga                   | RC Praga             | 14               |                        |   |                 |                 |       |

| 26 października 201914:00 | RC Sparta Praga | 39:14(24:0) | RC Praga | Podvinný mlýn, Praga |
| 26 października 201914:00 |                 | 39:14(24:0) |          | Podvinný mlýn, Praga |

| 26 października 201913:00 | RC Tatra Smíchov | 21:13(15:7) | RC Mountfield Říčany | FCC Rugby Aréna, Smíchov |
| 26 października 201913:00 |                  | 21:13(15:7) |                      | FCC Rugby Aréna, Smíchov |

| 9 listopada 201912:30 | RC Sparta Praga | 40:3(21:3) | RC Tatra Smíchov | Podvinný mlýn, Praga |
| 9 listopada 201912:30 |                 | 40:3(21:3) |                  | Podvinný mlýn, Praga |

| 9 listopada 201911:00 | RC Mountfield Říčany | 26:14(8:14) | RC Praga | Stadion Josefa Kohouta, Říčany |
| 9 listopada 201911:00 |                      | 26:14(8:14) |          | Stadion Josefa Kohouta, Říčany |

## Klasyfikacja końcowa
| Miejsce | Klub                 |
| ------- | -------------------- |
| 1       | RC Sparta Praga      |
| 2       | RC Tatra Smíchov     |
| 3       | RC Mountfield Říčany |
| 4       | RC Praga             |
| 5       | RC JIMI Vyškov       |
| 6       | RC Dragon Brno       |